# 1149
Năm 1149 trong lịch Julius.